# Eugène Cahen
Eugène Cahen (Paris, 18 de março de 1865; Paris, 11 de abril de 1941) foi um matemático francês, que trabalhou com teoria dos números.

## Vida
Cahen estudou a partir de 1882 na École normale supérieure e obteve em 1894 um doutorado na Sorbonne com a tese Sur la fonction ζ(s) de Riemann et sur des fonctions analogues.
Cahen foi colaborador na edição francesa da Encyklopädie der mathematischen Wissenschaften.
A transformada de Mellin inversa da função gama é conhecida como integral de Cahen-Mellin.

## Obras
- Cours d'arithmétique, à l'usage de la classe de mathématiques élémentaires, primeira edição 1896
- Éléments de la théorie des nombres, congruences, formes quadratiques, nombres incommensurables, questions diverses, Gauthier Villars 1900